# 克勒兹河畔阿让通站
克勒兹河畔阿让通站，简称"阿让通站"，是法国的一个铁路车站，位于法国中部城市克勒兹河畔阿让通。

## 位置
克勒兹河畔阿让通站位于克勒兹河畔阿尔让通市区的中北部，克勒兹河右岸。站址位于奥尔良－蒙托邦铁路295.055公里处。车站大致呈南北走向，开口朝西。

## 设施
克勒兹河畔阿让通站设有人工售票窗口和自动售票机等设施。站内设有人行地下通道，站外设有非机动车及社会车辆停车场。

## 停靠线路
以下列车线路在克勒兹河畔阿让通站停靠：
| 克勒兹河畔阿让通站列车线路表      |            |        |          |              |
| 线路                              | 车种       | 上一站 | 下一站   | 大致运行频率 |
| 巴黎—利摩日/布里夫拉盖亚尔德      | INTERCITÉS | 沙托鲁 | 拉苏特兰 | 每天1趟      |
| 巴黎—图卢兹                       | INTERCITÉS | 沙托鲁 | 拉苏特兰 | 每天1趟      |
| 奥尔良—阿尔让通                   | TER        | 沙托鲁 | （终点） | 每天2趟左右  |
| 奥尔良/维耶尔宗—阿尔让通/拉苏特兰 | TER        | 沙伯内 | 埃居宗   | 每天1趟      |
| 维耶尔宗/沙托鲁—利摩日            | TER        | 沙托鲁 | 埃居宗   | 每天7趟左右  |
| 1. 2.                             |            |        |          |              |

## 配套交通

### 城际客运
| 停靠克勒兹河畔阿让通站的大巴车 |                             |                                                                                          |
| 上下车地点                     | 运营单位                    | 主要目的地                                                                               |
| 克勒兹河畔阿让通站门口         | 安德尔省城际客运 Aile Bleue | - N线（每天1班，仅周一至五运行，部分时段需提前预定）：勒蓬克雷蒂安沙伯内、圣戈捷、勒布朗 |
| 克勒兹河畔阿让通站门口         | SNCF                        | - 沙托鲁 - 当某条铁路线施工或罢工时，SNCF可能会提供途径该线路沿途站点的大巴车            |
| 1. 2.                          |                             |                                                                                          |

### 市内交通
克勒兹河畔阿让通站附近暂无城市公共交通线路。

### 社会车辆
克勒兹河畔阿让通站门口设有社会车辆停车场。

## 临近车站
| 克勒兹河畔阿让通站（Gare d'Argenton-sur-Creuse） |                    |          |
| 上行车站                                         | 线路               | 下行车站 |
| 沙伯内站                                         | 奥尔良－蒙托邦铁路 | 埃居宗站 |